# Hekatoncheirer
Hekatoncheirerna, de hundrahänta, på grekiska ἑκατόγχειρες, (från ἑκατόν hundra och χεῖρ hand) var avkommor till Uranos och Gaia. De var tre bröder som hette Briareus, Cottus och Gyges. De hade hundra händer, därav sitt namn; de hundrahänta, och de hade femtio huvuden. Deras gigantiska storlek och deras fulhet skrämde deras fader Uranos så pass att han kastade ner dem i Tartaros, den djupaste delen av underjorden. Detta orsakade Gaia mycket smärta. När hon födde ännu fler fula gigantiska barn, cykloperna den här gången, fick de följa sina storebröders öde, och även de blev nerkastade i Tartaros. Bara titanerna klarade sig undan från att bli förvisade, eftersom de hade ett skönare utseende. När Kronos, den yngsta av titanerna, tog tronen ifrån sin fader och blev nästa härskare över universum, hoppades hans moder Gaia att han skulle befria sina bröder ifrån Tartaros. Men han vägrade, och Gaia berättade då att han skulle möta ett liknande öde som hans fader Uranos. Kronos och hans hustru Rhea fick de första olympiska gudarna tillsammans, och de gjorde snart revolt mot titanerna och deras styre. Krig bröt ut mellan titanerna och gudarna.
Zeus dödade fångvaktaren Campe och befriade de hundrahänta ifrån Tartaros. Med de hundrahäntas hjälp, och hjälp ifrån sina bröder, lyckades Zeus stänga in Kronos och alla andra manliga titaner i fängelser i Tartaros. Bara några få manliga titaner klarade sig undan att bli förvisade, eftersom de varit på gudarnas sida. Zeus, den nya härskaren över universum, satte de hundrahänta till att vakta titanerna i Tartaros. 
Briareus fick inneha rollen som domare mellan Poseidon och Helius när båda ville bli skyddsgud för Korinth. Poseidon hade förlorat Athen till Athena, och Argos till Hera, så han blev nöjd när Briareus gav staten Isthmus till havsguden. Helius i sin tur fick Acrokorinth. Båda gudarna blev hedrade i Korinth. Briareus blev också svärson till Poseidon när han gifte sig med havsgudens dotter Cymopoleia.